# Río Psezuapsé
El río Psezuapsé (en ruso: Псезуапсе́ y en adigué: ПсышІопэ) es un río de montaña del krai de Krasnodar, en el Cáucaso Occidental, al sur de Rusia. Discurre completamente por el distrito de Lazárevskoye del ókrug urbano de la localidad de Sochi. Es el cuarto río más largo de la entidad municipal, tras el Mzymta, el Shajé y el Sochi.

## Curso
Nace en las vertientes occidentales del monte Autl (1 851 m). Tiene una longitud de 39 km y una cuenca hidrográfica de 290 km² de superficie. Discurre en su curso alto en dirección oeste y luego suroeste hasta 3 kilómetros antes de llegar a Márino, donde recibe por la izquierda a su principal afluente, el río Jodzhiko (cuyo principal tributario es el Jadzhuko), y  vira al nordeste. Atraviesa más tarde Tjagapsh, donde traza una curva hacia el sudeste, rumbo que lleva al bañar Alekséyevskoye y hasta alcanzar su desembocadura en el mar Negro en Lázarevskoye.